# La campiña romana
La campiña romana es un óleo creado hacia 1639 por el pintor Claudio de Lorena (Claude Lorrain en francés). Sus dimensiones son 101.6 × 135.9 cm y está ubicado en el Museo Metropolitano de Arte de Nueva York, Estados Unidos.
La obra formó parte de las exhibiciones An Exhibition of Paintings and Drawings by Claude Lorrain de 1938 en Nueva York, Masterpieces of Art: European & American Paintings, 1500–1900 de 1940 en Nueva York y 5000 Years of Art from the Collection of The Metropolitan Museum of Art de 1981 en San Diego, entre otras.